# 愛知県立半田高等学校
愛知県立半田高等学校（あいちけんりつ はんだこうとうがっこう）は、愛知県半田市出口町一丁目に所在する県立高等学校。スーパーサイエンスハイスクール指定校（通称：SSH）。通称は「半高」（はんこう）。
知多半島全域から生徒が集まる。校章や校歌、各種行事等の名称に「柊」が使われているが、これはかつて学校の近辺にヒイラギがたくさん生えていたことに由来するといわれており、現在でも近辺に「柊町」と言われる地名が存在する。日本経済団体連合会歴代会長は旧経団連7代目会長の平岩外四と現経団連4代目会長の榊原定征の2名を輩出している。

## 歴史
1919年（大正8年）に愛知県立第七中学校として開校した。
2004年（平成16年）4月、旧定時制の校舎等を改修して、愛知県立ひいらぎ養護学校（現・愛知県立ひいらぎ特別支援学校）が開校。同一敷地内に普通科高等学校と特別支援学校が立地している。これは全国的にも珍しいことであり、両校は各種交流を進めている。
2009年（平成21年）を以って、前身校である愛知県立半田女学校設立100周年を記念して、11月に創立記念式典が半田市福祉文化会館雁宿ホールにて催行された。
2018年（平成30年）11月、創立100周年を記念して、半田高等学校100周年記念式典が半田市福祉文化会館雁宿ホールにて催行された。司会は本校33回生のNHKエグゼクティブアナウンサー広坂安伸が務めた。
2018年（平成30年）度より、50分6時間授業から、65分5時間授業へと変更された。
2022年（令和4年）には七中記念館が「旧愛知県半田中学校武道場（七中記念館）」として登録有形文化財に登録された。

## 姉妹校
2019年（令和元年）現在、以下の2校と姉妹校提携を結んでいる。
- Bryanston School（イギリス　ブランドフォード・フォーラム　ブライアンストン校）
- Mahidol Wittayanusorn School（タイ王国　ナコンパトム県　マヒドン校）

## 学校施設

### 校舎
校舎は3棟からなり、1970年（昭和45年）～1974年（昭和49年）の間に建築された、いずれも鉄筋コンクリート3階建てである。老朽化が進み、至る所で破損が目立っていたが、2010年（平成22年）度から続いた耐震工事により、修復されつつある。南から順に本館、第2棟、第3棟と呼ばれる。東西の渡り廊下によってそれぞれの棟は結ばれている。
酷暑対策として、2007年（平成19年）夏から知多地域の高等学校で初めて、すべての普通教室に空調設備が設置されている（但し一部の特別教室や体育館等には未設置）。空調費用については受益者負担の原則に基づき、PTAを通じて生徒の保護者から徴収している。

### 柊陵会館
2006年（平成18年）秋までは、第1棟の南側に「柊陵会館」という建物があった。もともとは図書館として建設されたものであったが、図書館が現在の校舎に移転した後は、主に自習室として使用されていた。
老朽化が著しかったために取り壊され更地となった。複雑な経緯で建設されたため、県による建て替えは行われないが、同窓会である「柊会」の尽力により2007年夏には新会館が建設される予定であった。しかし、反対もあり予定より募金が遅れ、2007年（平成19年）12月4日に着工し、2008年（平成20年）1月31日に数千万円の費用をかけ、竣工した。
新柊陵会館に設置されている施設は以下の通り
- 1階：学習室（76席）・書庫・トイレ
- 2階：学習室（76席）・会議室・指導員室

旧柊陵会館に設置されていた施設は以下の通り。
- 1階：学習室・会議室・書庫
- 2階：小講堂（通常は学習室として開放され、行事の際のみ講堂として活用された。愛知県芸術劇場から譲渡されたハンブルク・スタインウェイ社製のコンサート・グランドピアノが設置されており、音大を目指す生徒の演奏会「土曜コンサート」も催されていた。）

### 七中記念館
校舎北に、瓦葺きの鉄筋コンクリート造の建物が存在する。これは半田高校の前身である愛知県立旧制第七中学校時代の1924年（大正13年）に武道場として建てられたものであり、その当時の貴重な資料などが保管されている。一時期は図書館として使われたほか、各部活動等が使用することもあったが、耐震強度に問題があるとされ、2018年（平成30年）まで倉庫として使用されていた。100周年記念事業として2018年（平成30年）10月に改修竣工し、授業やプレゼンテーション等で使われている。

### その他の学校施設
- 体育館（講堂兼用）
- 武道場（柔道・剣道）
- 弓道場
- 更衣室
- グラウンド
- プール
- テニスコート
- ハンドボールコート
- クラブハウス

そのほか武道場北側に部活動などの合宿でかつて使われていた宿泊棟が存在するが、老朽化における衛生上の理由で現在は箏曲部の活動場所として利用されている。
また、隣接するひいらぎ特別支援学校の体育館も部活動の際には使用できる。なお、この体育館は同校開校まで、半田高校昼間定時制課程（現在は廃止）が使用していたものである。

## 校訓など
校訓は存在しないが、第七中学校初代校長の鈴木周作が教育方針とした「自学自治自鍛」を現代的に言い換えた「自主自律」「自己管理能力の発揮」をモットーとしており、地域の代表校の生徒としてふさわしい、自主的な分別ある行動に徹するよう呼びかけられている。

## カリキュラム
現在は全日制課程・普通科のみが設置されている。かつては定時制課程も設置されていたが、夜間定時制課程は1975年（昭和50年）度まで、昼間定時制課程は2000年（平成12年）度までで廃止されている。なお、昼間定時制課程の校舎跡地には、2004年（平成16年）度に愛知県立ひいらぎ特別支援学校が開校した。
類型については、第2学年で文系と理系にわかれ、第3学年では文系がさらに「文I」「文II」に分かれる。
主要5教科以外の履修科目については、1年次に家庭科・保健体育・芸術（音楽・美術・書道から選択）、2年次に保健体育・情報、3年次に体育を履修。

## 生徒会活動
生徒会会則に従って生徒会が組織され、自治活動を行っている。生徒会は生徒全員で構成される。
生徒会長は選挙によって選出される。任期は1会期（半年）で、再選は可能。選挙は毎年春（4～5月）と秋（9～10月）に行われる。近年は候補者が1人のみの信任投票となることが多い。ただし、過去には不信任となったこともある。
また、各ホームルームは多数決によって級長にあたるホームルーム委員と、議員（いずれも通常は男女各1名・但し明確な規定はない）を選出する。議員は生徒議会における発言権と議決権を持ち、生徒会活動に参画する。
生徒議会は考査週間中などを除いて原則として毎週火曜日に開かれ、生徒会活動に関わる議案を審議する。生徒会の最高決議機関と位置付けられ、生徒会長および役員の不信任決議権も持っており、執行部が新しい取り組みを行う場合には必ず生徒議会の承認を必要とする。
選出された生徒会長は、その他の役員を指名し、執行部（規則上は「執行委員会」）を組織する。執行部の構成員は原則として会長1名・副会長2名・書記2名・会計4名であるが、最近では書記・会計をさらに増員する場合も多い。執行部は生徒議会での承認によって成立する。執行部の活動には、ベルマーク回収や古紙回収、あいさつ運動などがある。ただし、ひいらぎ祭の運営については執行部とは別に実行委員会が組織されるため、執行部は直接的には関わらない。

## 部活動
2018年（平成30年）度時点、運動部が17部、文化部が14部である。
部活動は希望登録制で、加入しないこともできる。基本的には学業に支障の出ないように行うという方針であり、夏季は17時30分、冬季は18時00分には活動を終了し、下校するよう指導されている。運動部は大会が近くなると30分ほど延長して活動を行うことがある。
規定によると、部活動の廃止に際しては生徒議会による議決が必要であるため、部員が減少してもそのまま存続する場合がほとんどである。部員がゼロで名称だけ存続している部もある。
基本的に運動部は週6～7日、文化部は週2～5日程度で活動している。

### 運動部
山岳部
山地の乏しい知多半島の高校で唯一、本格的な山行活動を実施している。2010年（平成22年）度からは、男女共部となった。
年5回程度の宿泊登山や、月1～2回程度の日帰り登山の他、登山競技大会にも出場し、1年間の活動回数が20回以上に及んでいる。
「安全・安心・快適・知的」な活動を目指し、登山の初心者でも安心してステップアップして山行を楽しめる。また、本格的な山行に加えて、街道や古道のハイキングや、歴史的街並みなども活動対象である。8月1日前後に行われる夏山登山は、日本アルプスへ4泊5日程度の日程となる。
登山競技大会では、県内屈指の強豪校として、男女とも東海総体・インターハイに出場している。
ヨット部
半田高校が第七中学校の時から存在する伝統的な部活動である。愛知県内にはヨット部がある高校は複数あるが、実質的な活動を行っているのは当校含め4校のみであるため県大会における好成績とインターハイの出場がしやすい状態である。
基本的に夏は週7日活動を行っている（土日は1日練習）。冬は日照時間の関係で平日はメンテナンスなどで、土日は海へ出て活動を行っている。
部室が校内になく、衣浦港まで部活の度に自転車で向かう。海に出ない日でも艇整備や冬季は筋力トレーニングなどを行う。
陸上競技部
学校内でも特に積極的に活動している部で、基本的に週7日活動を行っている。毎年県大会以上入賞者を輩出しており、県内の公立高校の中でも屈指の成績である。
昭和40年代後半は、全国的に陸上競技が盛んな時代でもあり半田高校陸上部でも黄金期であった。1971年（昭和46年）～1975年（昭和50年）は毎年インターハイに出場し、1973年（昭和48年）度のインターハイ愛知県大会で男子陸上部は団体総合3位（1位は中京高校）（前年秋の愛知県新人戦では団体総合2位）、1973年（昭和48年）度のインターハイ全国大会（三重県）では女子走り幅跳びで5m71cmで3位に入賞。優勝記録とはわずか1cmの差であった。前年に続いて連続出場の男子1600mリレーは準決勝で県高校新記録を樹立した（全体では10番目の記録で決勝へは進出できず）。

### 文化部
箏曲部
県大会に出場するなど、積極的な活動が行われている。活動は、生徒による自発的な練習が行われているほか、週1日程度、専門の講師によるレッスンがある。
毎年県大会等で賞を受賞している。
吹奏楽部
基本的に週7日活動を行っている。校内一の部員数を誇り、OBOGとの交流も盛んであり、毎年春先に行われる定期演奏会ではOB演奏も行われている。県大会には常連出場である。
フォークソング部
1972年（昭和47年）度にフォークソング同好会として発足し、翌1973年（昭和48年）度にフォークソング部に昇格し現在に至る。基本的に週6日活動を行っている。
フォークソング部所属のメンバーによるバンドがニッポン放送などが主催する「TEENS'MUSIC　FESTIVAL」中部大会を1991年（平成3年）から1993年（平成5年）まで3連覇し、全国大会に進出した。また、2022年（令和5年）には愛知県高等学校軽音楽大会で準グランプリを獲得し、全国高等学校総合文化祭への出場が決定した（グランプリの高校が3年生で構成されており、次年度は卒業しているため）。
池田憲一、山下佳孝、須田英宏（Rockamenco）といったプロミュージシャンを輩出している。
自然科学部
科学全般についての研究をする部活動であり、化学部・物理部・地学部・生物部を統合して誕生した部である。
基本的に土日を除いた週5日活動を行う。生徒自ら考えた研究テーマを探究していく。2、3年生は"探究"や"化学"を授業で行うが、実践的な活動を通して、深く学ぶことができたり、先取りして勉強することができる。毎年数々の大会へ参加し、発表を行っている。
文芸部
詩歌・小説等の執筆と読書を主な活動とする。
基本的に土日を除いた週5日活動している。毎年9月に文芸誌「せぴあ」を発刊し、ひいらぎ祭にて販売するほか、文芸誌「黎明の書」を年に数回発行している。
平成25年度に3年生の男子生徒が、長崎にて行われる全国高等学校総合文化に出場した。
新聞部
学校新聞を発行することを主な活動とする。放送室とともに生徒会の機関（特別室）であるが、部活動の一つとして扱われる。
毎学期末に『半高新聞』を発行するほか、不定期で号外として『EYES』を発行している。
文芸部・放送部とともに、保育室隣の小部屋を部室として使用している。
2014年（平成26年）に名古屋国際会議場で開催された持続可能な開発のための教育（ESD）に関するユネスコ国際会議への取材を行った。
放送部
新聞部とともに生徒会の機関（特別部）であるが、部活動の一つとして扱われる。
陸上競技大会やひいらぎ祭などの学校行事や高校野球の試合においてアナウンスを行う。アナウンスのほか、ドラマなどの映像作品も製作し、コンクールに応募している。
第51回NHK杯全国高校放送コンテスト愛知県大会で優良賞受賞、全国大会に出場。
第55回NHK杯全国高校放送コンテスト愛知県大会でテレビドキュメント部門優良賞、テレビドラマ部門優秀賞受賞。両部門ともに全国大会に出場。
ダンス部
文化部に区分される。基本的に週5～6日活動を行っている*知多地区では唯一存在している部活動。
ひいらぎ祭での発表だけでなく各種大会へ出場するなど、積極的に活動している。
2015年（平成27年）、USA Nationals（全国大会）に出場。
食物部
学校祭である"ひいらぎ祭"ではレストランの出店をする。部員自ら企画、宣伝、調理を行う。先生に弁当を振る舞ったり、校内でマドレーヌやクッキーを販売することもある。
火曜日にミーティングを行い、金曜日に料理を作る。
英会話部
会話表現を中心に、ALTの先生（外国人講師）とコミュニケーションをとりながら、ALTの先生との会話、絵本の和訳、発音のトレーニングを主に行う。
火曜日と金曜日のみに活動をしており、兼部（複数の部活を選択する）をする生徒も多い。
茶華道部
花を生ける稽古、お茶のお点前の練習を主に行っている。それらを通して作法、立ち振舞いを身につけることができる。
水曜日と金曜日のみに活動しており、英会話部同様兼部も多い。
美術部
自由創作を基本とし、絵画を中心に画力の向上を目的としている。半田高校のパンフレットのデザインなどもしている。
基本的に週5日活動を行っている。

### その他の部活動
その他には、2018年（平成30年）4月時点で卓球部、剣道部、柔道部、弓道部、野球部、バスケットボール部、バレーボール部、ハンドボール部、サッカー部、テニス部、ソフトテニス部、体操部（新体操含む）、水泳部、バドミントン部が活動している。

## 年間行事

### 遠足
一年生は、クラスメイトとの親睦を深めるなどの目的で、4月下旬に三重県県民の森朝明渓谷へハイキングとカレー作りをする。

### 陸上競技大会
全学年、第一期考査終了後の5月下旬に、本校グランドで陸上競技大会を行う。短中長距離走、リレーなどに加えて、跳躍種目や砲丸投げなどの種目がある。9月にひいらぎ祭内で行われる大運動会とは内容が異なる。

### 修学旅行
二年生は、6月に東北地方へ2泊3日の修学旅行に出かける。修学旅行ではあるが、2日目の夜に、ホテル近くのスキー場などでキャンプファイヤー・ファイヤーダンス・各クラスのダンスなど、林間学校の要素を含んだ集いを行うのが伝統がある。服装は私服でよく、集合解散地は名古屋駅である。なお、1990年代以前の行き先は、長野県の白馬・軽井沢方面であり、2013年（平成25年）ごろまでの行き先は、北海道であった。

### ひいらぎ祭
毎年9月上旬の金・土・日・月の4日間の日程で、「ひいらぎ祭」と称した学校祭を行っている。知多半島では数少ない、地域住民や近隣の高校生など一般参加が可能となっている学校祭である。第一回の同名称での学校祭の開催は1967年（昭和42年）頃（加筆求む）で、紆余曲折があるものの、年々規模は大きくなり、3日目の一般公開には例年2500人ほどが訪れる。
ひいらぎ祭の内容は概ね以下の通りである。
- 1日目は半田市福祉文化会館（雁宿ホール）の大ホールにて行われる。午前中は「文化アピール」（文アピ）と称し、校内の文化部が日頃の成果を発表し、午後は「文化講演」として、外部の講師や団体を招いて講演・演劇・音楽などを鑑賞する。
- 2日目は、クラスや部活動、有志団体などが活動を行い、生徒は自由にそれらを見て回る。「校内公開」と称する。飲食店が出るのもこの時である。これらの活動は「クラス・クラブ特別参加」（クラクラ）と称される。
- 3日目は一般にも公開され、校内はフォークソング部のライブや、主に3年生と食物部が運営を行う飲食模擬店を中心に多数の来場者でにぎわう。「一般公開」と称する。
- 4日目は学年対抗の大運動会が行われる。（本格的な陸上競技大会は春に開催のため）このときの種目はレクリエーション的なものが多く、応援合戦、男子の騎馬戦、女子の綱取りなどが伝統である。学年対抗で行われる。
- 大運動会後の閉会式ののち、後祭にあたる「サンセットフィナーレ」が催され、フォークソング部主催のサンセットライブ、野球部・バスケ部有志によるフォークダンスが行われ、生徒は自由に参加して、ひいらぎ祭の余韻に浸る。
- 2010年（平成22年）度の第43回ひいらぎ祭では、詩人の谷川俊太郎が一般公開日に本校を訪問、座談会に参加した。この谷川の招待は数年前から谷川ファンの生徒有志が自発的に計画し、実現させたものである。
- 2011年（平成23年）度の第44回ひいらぎ祭では、台風12号の直撃に伴い、2日目に開催予定だった校内公開が中止になり、大運動会は3日後に延期され、計3日間での開催となった。

### 劇団SCRATCH
ひいらぎ祭に有志によって行われる演劇（基本的にミステリーを扱う）有志団体。起源はかつて存在していた演劇部。演劇部が休部後、有志により再結成され、ミステリ研究会→劇団だんだかだん→劇団回転寿司など、毎年名前を変え、そして2002年（平成14年）に劇団SCRATCHとなった。脚本は団員のオリジナル。そこから2013年（平成25年）のひいらぎ祭までは毎年同名で結成されていたが、2014年のひいらぎ祭では結成されなかった。

### 法曹と語る会
裁判官や検察官、弁護士など法曹界で活躍する半田高校OBを中心に、進路学習の一環として講師として招き、主に法学部志望の有志生徒と対話する行事が毎年開催されている。参議院議員の安江伸夫は、自身が弁護士を志すきっかけになったと語っている。

### 学部学科研究会
進路学習の一環として、第二学年時に、東京大学、京都大学、名古屋大学などから教授、准教授などを講師として招き、生徒は自分の希望する学部系統の教授・准教授の簡単な講義に参加し、進路決定の参考とする。

### 三年生を応援する会
毎年12月下旬、終業式後の午後に生徒会主催によって、先生・部活動からのビデオレター、応援団のエール、生徒会の出し物、バルーンリリースなどにより構成される会が行われる。終業後に開催されるので参加は自由。センター試験3週間前ということもあり、センター試験へ向けて応援するといった位置づけで開催されている。
以前は「予餞会」という名目で、センター試験後2月上旬に、全校生徒参加という形で授業時間内に大規模な催しを行っていたが、大学個別試験を控えた3年生にとって負担が大きいとの意見から、現在の形にシフトされた。
その他、年に数回行われる球技大会、一年時に学年末に行われる合唱大会、社会の第一線で活躍するOBを招いて講演を聴く「柊陵セミナー」などの行事が行われる。

## 著名な出身者

### 政界
- 安江伸夫 - 参議院議員
- 片岡憲彦 - 常滑市長
- 神谷俊一 - 千葉市長
- 榊原伊三 - 半田市長
- 榊原純夫 - 半田市長
- 鈴木淳雄 - 東海市長
- 竹内啓二 - 阿久比町長
- 日髙輝夫 - 第7代東浦町長[5]

### 財界
- 平岩外四 - 東京電力会長。経団連会長。
- 榊原定征 - 関西電力取締役会会長。東レ代表取締役会長。経団連会長。
- 柏原康夫 - 京都銀行代表取締役頭取・関西経済連合会副会長。
- 草間三郎 - セイコーエプソン代表取締役社長・会長。
- 山脇康 - 日本郵船代表取締役副社長。日本パラリンピック委員会委員長。

### 官界
- 永田清 - 愛知県副知事。名古屋高速道路公社理事長。

### 学界
- 竹内理三 - 東京大学史料編纂所所長。東京大学名誉教授。文化勲章受章。
- 竹内昭夫 - 法学者。東京大学名誉教授。
- 平野眞一 - 元名古屋大学総長・上海交通大学講座教授、元日本セラミックス協会会長。
- 竹内康浩 - 北海道大学大学院文学研究科教授。
- 小林正人 - 埼玉医科大学教授。
- 加藤幸次 - 教育学者。上智大学名誉教授。
- 片岡剛士 - 日本銀行政策委員会審議委員。
- 新美育文 - 法学者。明治大学名誉教授、元中央環境審議会会長代理、安心ネットづくり促進協議会会長。
- 西村ユミ - 看護学者。東京都立大学教授、日本学術会議会員。
- 堀田知光 - 国立がんセンター名誉総長。東海大学医学部長。
- 本秀紀 - 憲法学者。名古屋大学教授。

### 法曹
- 笠間治雄 - 検事総長、弁護士。

### マスコミ・芸能
- 森下桂吉 - テレビ朝日アナウンサー。
- 広坂安伸 - NHKアナウンサー。
- 三遊亭とん馬 - 落語家。
- 榊原信行 - 総合格闘技RIZIN FIGHTING FEDERATION運営会社社長。
- 八神康子 - 女優。

### 文化人
- 新美南吉 - 児童文学作家。
- 家田荘子 - ノンフィクション作家。
- 秋月達郎 - 作家。
- 竹内銃一郎 - 劇作家。
- 澤田ふじ子 - 作家。
- 西浦正記 - 映画監督。
- 村井修 - 写真家。
- 広坂早苗 - 歌人。